# Hołubla (województwo mazowieckie)
Hołubla – wieś w Polsce położona w województwie mazowieckim, w powiecie siedleckim, w gminie Paprotnia. Ma status sołectwa.
W Hołubli znajduje się rzymskokatolicka parafia Narodzenia Najświętszej Maryi Panny należąca do dekanatu Suchożebry, szkoła podstawowa, przedszkole i 4 sklepy spożywczo-przemysłowe. We wsi znajduje się również OSP, która w czerwcu 2007 obchodziła 85-lecie swego istnienia.
We wsi 5 lipca 2013 otwarto oczyszczalnię ścieków, która perspektywicznie obsłuży większość mieszkańców gminy Paprotnia. Oczyszczanie odbywa się w sposób mechaniczno-biologiczny w dwu reaktorach o wydajności 3 m³ na dobę.
W latach 1954–1972 wieś należała i była siedzibą władz gromady Hołubla. W latach 1975–1998 miejscowość administracyjnie należała do województwa siedleckiego.

## Historia
Pierwszą cerkiew prawosławną wzniesiono tutejszym Rusinom przed 1545 staraniem Bohdany z Sapiehów, żony marszałka hospodarskiego Jana Steckowicza Dolubowskiego. Do 1875 Hołubla była parafią unicką, w drugiej połowie XIX w. należącą do dekanatu sokołowskiego.
- [9].
- Opis wydarzeń w Hołubli na stronie poświęconej męczennikom podlaskim. unici.republika.pl. [zarchiwizowane z tego adresu (2007-03-21)].